# Sophie Dodémont
Sophie Denise Paulette Dodémont (Pont-Sainte-Maxence, 30 de agosto de 1973) es una deportista francesa que compite en tiro con arco, en las modalidades de arco recurvo y arco compuesto.
Participó en los Juegos Olímpicos de Pekín 2008, obteniendo una medalla de bronce en la prueba por equipo (junto con Virginie Arnold y Bérengère Schuh).
Ganó dos medallas en el Campeonato Mundial de Tiro con Arco al Aire Libre, en los años 2013 y 2019, una medalla de oro en el Campeonato Mundial de Tiro con Arco en Sala de 2014 y tres medallas en el Campeonato Europeo de Tiro con Arco al Aire Libre entre los años 2018 y 2022.
En los Juegos Europeos de Minsk 2019 consiguió una medalla de bronce en la prueba de arco compuesto individual.

## Palmarés internacional
| Juegos Olímpicos | Juegos Olímpicos | Juegos Olímpicos  | Juegos Olímpicos |
| Año              | Lugar            | Medalla           | Prueba           |
| ---------------- | ---------------- | ----------------- | ---------------- |
| 2008             | Pekín (China)    | Medalla de bronce | Equipo           |

| Campeonato Mundial al Aire Libre | Campeonato Mundial al Aire Libre | Campeonato Mundial al Aire Libre | Campeonato Mundial al Aire Libre |
| Año                              | Lugar                            | Medalla                          | Prueba                           |
| -------------------------------- | -------------------------------- | -------------------------------- | -------------------------------- |
| 2013                             | Belek (Turquía)                  | Medalla de bronce                | Equipo                           |
| 2019                             | 's-Hertogenbosch (Países Bajos)  | Medalla de plata                 | Equipo mixto                     |
| Campeonato Mundial en Sala       |                                  |                                  |                                  |
| Año                              | Lugar                            | Medalla                          | Prueba                           |
| 2014                             | Nimes (Francia)                  | Medalla de oro                   | Individual                       |
| Juegos Europeos                  |                                  |                                  |                                  |
| Año                              | Lugar                            | Medalla                          | Prueba                           |
| 2019                             | Minsk (Bielorrusia)              | Medalla de bronce                | Individual                       |
| Campeonato Europeo al Aire Libre |                                  |                                  |                                  |
| Año                              | Lugar                            | Medalla                          | Prueba                           |
| 2018                             | Legnica (Polonia)                | Medalla de oro                   | Equipo mixto                     |
| 2021                             | Antalya (Turquía)                | Medalla de oro                   | Equipo                           |
| 2022                             | Múnich (Alemania)                | Medalla de plata                 | Individual                       |